# Augusta Ekman
Anna Augusta Josefina Ekman, född von Schéele 27 november 1826 i Filipstad, Värmland, död 28 april 1893 i Stockholm, var en svensk konstnär och slottsfru.
Hon var dotter till överintendenten Frans Adolph von Schéele och Maria Elisabeth Lundqvist; hon gifte sig 1848 med bruksägaren Carl Edvard Ekman.

## Konstnärlig verksamhet
Bland hennes offentliga arbeten märks sju stora glasmålningar i Finspångs slottskapell.